# Рельсорезный станок

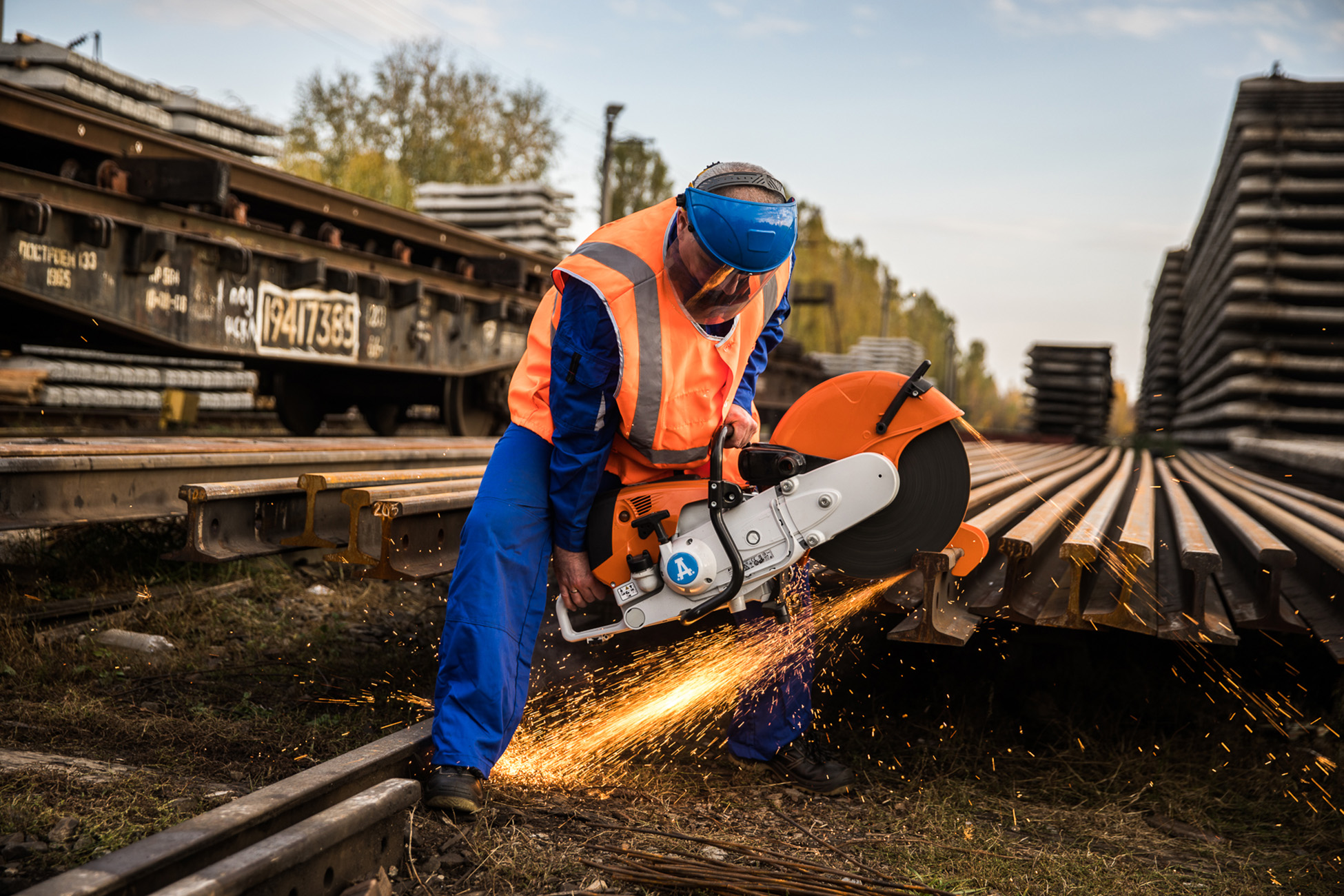
Рельсорезный станок

Рельсоре́зный станок — путевой инструмент для резки рельсов. Применяется на железнодорожном транспорте при строительстве, ремонте и текущем содержании железнодорожного пути.

## История появления
Первые рельсорезные станки с ручным приводом и ножовочным полотном появились в России в начале XX века. В дальнейшем на рельсорезные станки стали устанавливать электропривод или двигатель внутреннего сгорания. Массовый выпуск рельсорезных станков с электроприводом в СССР был налажен в начале 1950-х годов. В европейских странах и США получили распространение станки с отрезными абразивными кругами и приводом от двигателя внутреннего сгорания.

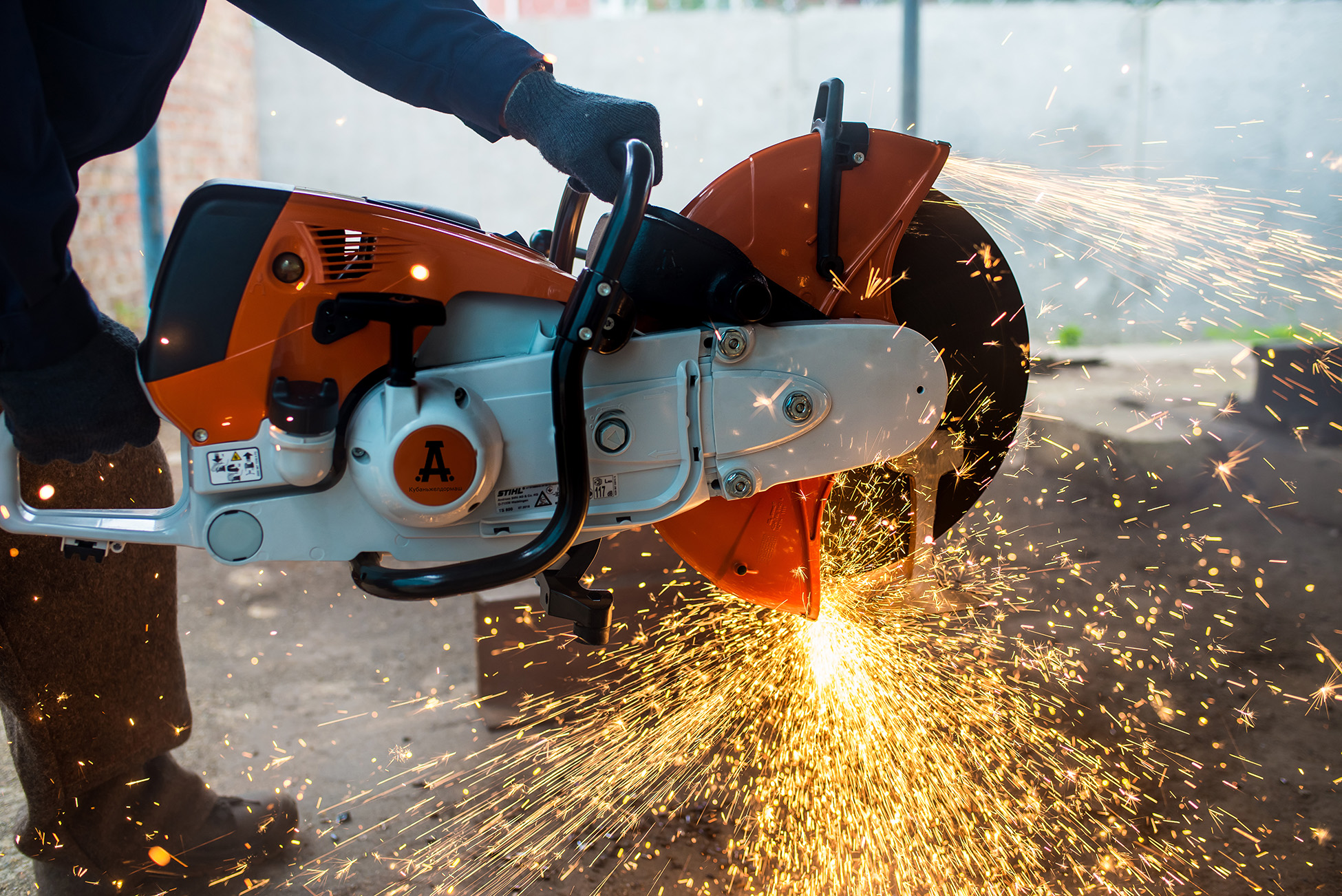
Рельсорезный станок в работе

## Конструкция и принцип работы
Рабочие органы рельсорезного станка:
- ножовочное полотно (для резки незакалённых рельсов)
- отрезные абразивные круги (для объёмно-закалённых рельсов)

При работе рельсорезный станок закрепляется на головке рельса зажимным приспособлением. Ножовочное полотно, вставленное в раму пильного механизма, движется возвратно-поступательно под действием кривошипно-шатунного механизма, связанного с мотор-редуктором, электродвигатель которого имеет мощность 1,2 кВт и получает питание от электрической сети или передвижной электростанции. Нажим ножовочного полотна на рельс обеспечивает груз, установленный на раме. Охлаждающая жидкость в зону резания подаётся самотёком из бачка. Для резания объёмно-закалённых рельсов всех типов используется рельсорезный станок с отрезными абразивными кругами диаметром 400 мм. Шпиндель отрезной головки вращается электродвигателем через клино-ремённую передачу.

## Технические параметры
Станок с ножовочным полотном:
- время резания незакалённого рельса Р65 — 8 минут
- закалённого рельса — 19 минут
- масса станка — 90 килограмм
- мощность электродвигателя — 1,2 кВт

Станок с абразивными кругами:
- время резания для объёмно-закалённых рельсов — 0,5—1 минуты
- мощность электродвигателя — 5,5 кВт
- масса станка — 27 килограмм